# Xã Perry, Quận Woodson, Kansas
Xã Perry (tiếng Anh: Perry Township) là một xã thuộc quận Woodson, tiểu bang Kansas, Hoa Kỳ. Năm 2010, dân số của xã này là 104 người.